# 毛炅
毛炅（？—271年），建宁（郡治今云南省曲靖市）人，是蜀漢至西晉初期將領。

## 生平
毛炅本為蜀漢南中都督霍弋帳下牙門將，蜀亡後隨霍弋降魏，晉代魏後又归屬於晉朝。吳交阯郡吏呂興起事反抗吳國統治，引發「交阯之亂」，毛炅受霍弋派遣與爨谷、馬融、楊稷、董元等人率軍前往交阯支援叛吳的呂興，安撫了交阯等三郡。寶鼎三年（268年，晉泰始四年），吳國派劉俊等引兵來討伐，毛炅隨時任交阯太守的楊稷數次擊敗吳軍，後又與董元一起攻擊吳軍駐地合浦，在古城大敗吳軍，毛炅在戰中陣斬吳國大將修則，吳將劉俊也在戰鬥中陣亡。此戰取勝後，九真、鬱林兩郡也歸附晉國，毛炅被任命為鬱林太守。
建衡三年（271年，晋泰始七年），吳將虞汜、陶璜等再次率大軍前來，毛炅等人不敵，退守交阯，後糧盡不得已而投降。陶璜看中他武勇，想要赦免他，而修則的兒子修允堅持要處死他，毛炅寧死不屈，被剖腹割心依然叫罵不止。晉武帝聽說後，除令其長子襲爵外，將他其餘三子也賜封為關內侯。